# Nœud de voleur
Le nœud de voleur également appelé nœud de marin, est probablement le plus mauvais nœud d'ajut, puisqu'il glisse sans quasiment offrir de résistance.
Malgré la ressemblance, il est plus difficile à réaliser que le nœud plat. Alors que les deux courants du nœud plat sortent du même côté, ils sortent ici chacun d'un côté opposé. Ce nœud ne résiste qu'à très peu de tension, il se dénoue rapidement quand on tire dessus,.
À l'origine, ce nœud était, dit-on, utilisé par les marins pour fermer leur sac. Un voleur qui ouvrirait le sac le refermerait probablement avec un nœud plat, plus courant et d'aspect très similaire. Il trahirait ainsi son passage, d'où le nom « nœud de voleur ».